# الحلحل (الرجم)

تعديل مصدري - تعديل

الحلحل هي إحدى قرى عزلة الجرادي بمديرية الرجم التابعة لمحافظة المحويت، بلغ تعداد سكانها 154 نسمة حسب تعداد اليمن لعام 2004.